# Монтеррейский собор
Кафедральный собор Непорочного Зачатия (исп. Catedral Metropolitana de la Inmaculada Concepción), Кафедральный собор Монтеррей или Монтеррейский собор (исп. Monterrey Cathedral) — католический храм в городе Монтеррей в Мексике. Является резиденцией Архиепархии Монтеррея.

## История
Строительство храма было начато а 1705 году. Он был посвящен Непорочному зачатию Пресвятой Девы Марии. Окончательно строительство закончилось в 1791 году. В 1777 году, когда Папа Пий VI основал Линаресскую епархию, собор Непорочного Зачатия стал кафедральным собором. После того как эта епархия была упразднена, собор Непорочного Зачатия стал кафедральным собором Архиепархии Монтеррея.

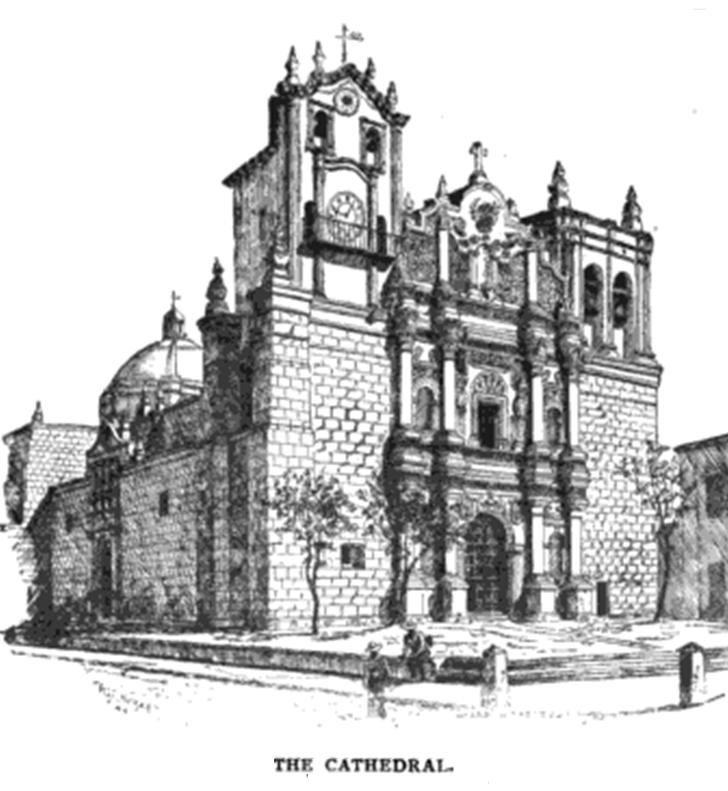
Кафедральный собор Непорочного Зачатия. Гравюра 1884 года.
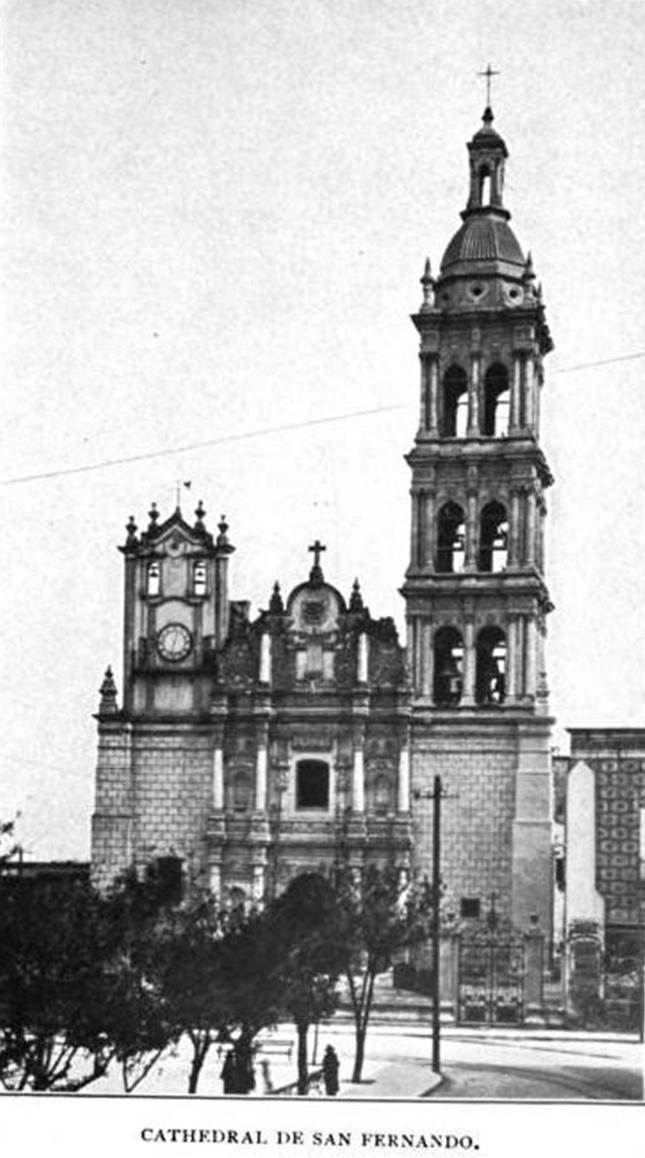
Кафедральный собор Непорочного Зачатия. Фотография 1904 года

## Описание
Здание имеет центральный неф в форме латинского креста, окруженный нишевыми часовнями. Своды нефа увенчаны восьмиугольным куполом. Интерьер выдержан и эклектичен, в нём сочетаются архитектурные стили неоклассицизма и барокко. Последний особенно доминирует в фасаде здания. Главный балкон хора находится перед тисненым серебром алтарем. В хоре есть орган Мерклина 1893 года, в настоящее время поврежденный и вышедший из строя.

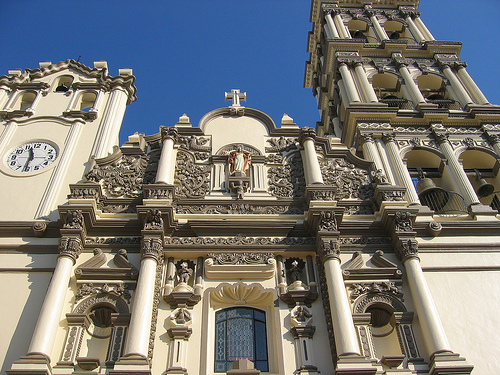
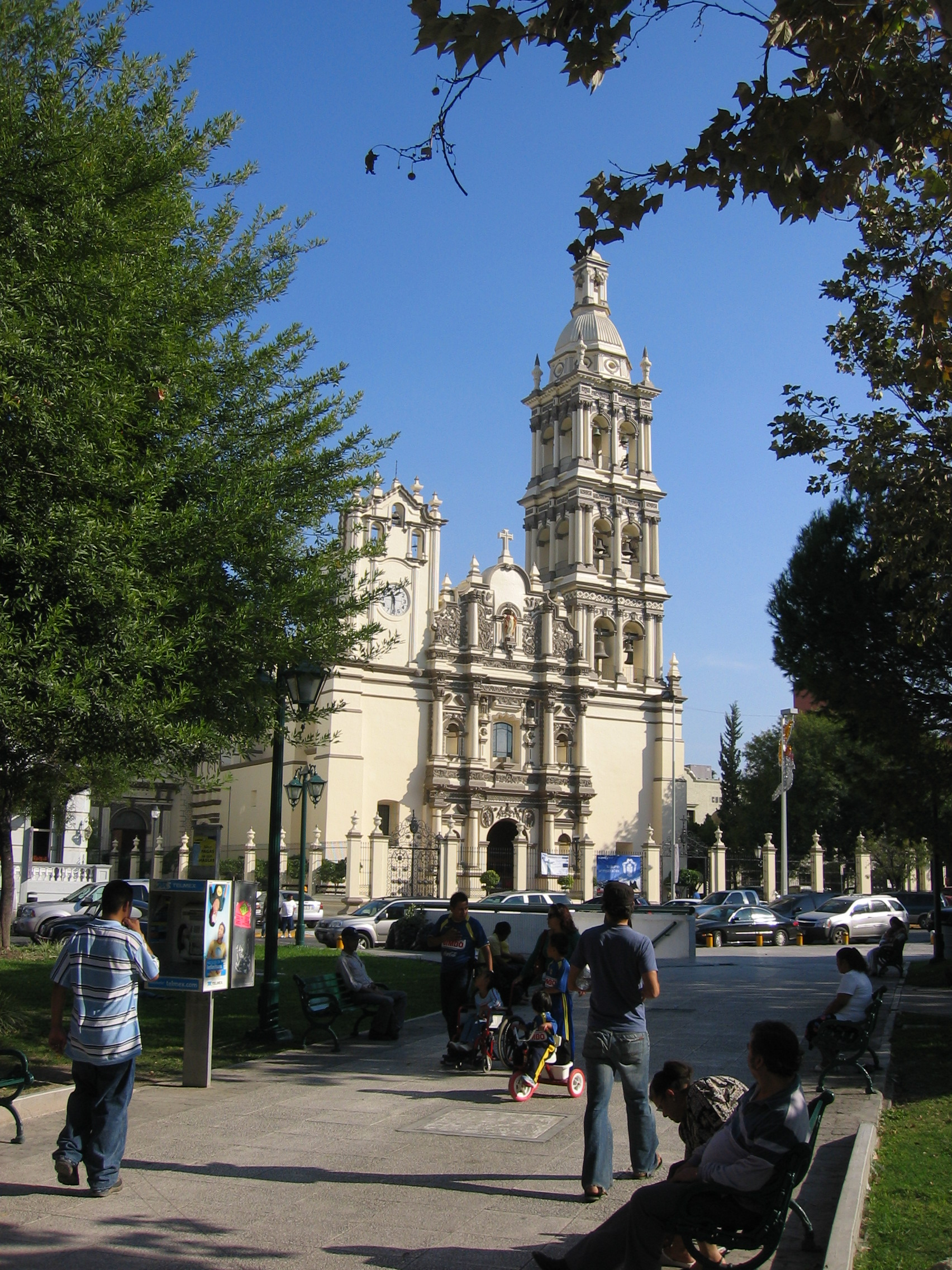